# My HERO/夕凪
「My HERO / 夕凪」（マイヒーロー/ゆうなぎ）は日本のロックバンド、04 Limited Sazabysのメジャー4枚目のシングル。2018年3月14日発売。発売元は日本コロムビア。

## 概要
前作「Squall」から8ヶ月ぶりのシングル。12cmCDと完全生産限定版として8cmCD、カセットテープ、アナログレコードの計4形態でリリースされた。

## チャート成績
前作を下回ったが初週1.7万枚を売り上げオリコンチャートで週間8位を獲得した。

## 収録曲
1. My HERO [2:33]
テレビ東京系ドラマ24 第50弾特別企画「オー・マイ・ジャンプ! 〜少年ジャンプが地球を救う〜」オープニングテーマ。PVが制作されている。
2. 夕凪 [2:59]
バンドとしては初の漢字タイトル。GEN曰く「My HERO」がシンプルでわかりやすい歌詞だったため、解釈の余白を残すため抽象的な歌詞にしたとのこと[1]。PVは制作されていない。
両A面シングルではあるが、アルバム「SOIL」には収録されなかった。